# بچه‌های ساختمان گل‌ها
حسنا کوچولو نام یک پویانمایی ایرانی است که برای اولین بار در اواخر سال ۱۳۹۵ در شبکه پویا پخش شد. این پویانمایی ۹۱ قسمت دارد و پروژه ساخت آن در دی ماه سال ۱۳۹۴ آغار و در مردادماه سال ۱۳۹۵ پایان یافت. نگارش این مجموعه در خانه فیلمنامه کودک و نوجوان و توسط گروه پویانگاران فردا به سرپرستی محمدرضا سرشار انجام شده است.
یکی از نکات خاص این پویانمایی که تا قبل از آن در هیچ پویانمایی ایرانی دیگری دیده نشده بود، این بود که مادر این پویانمایی در جلوی محارم بدون روسری بود. در این باره نظرهای مثبت و منفی فراوانی وجود دارد.

## داستان
چند بچهٔ شاد و بازیگوش در ساختمان گل‌ها در کنار خانواده‌هایشان زندگی می‌کنند آنها با همدیگر همسایه هستند و هر روز بازی‌های جدیدی انجام می‌دهند و کلی چیز جدید با کمک خانواده‌هایشان یادمی‌گیرند.
حُسنا، دختربچهٔ خردسالی است که با پدر و مادرش در این ساختمان زندگی می‌کند. پدر حسنا در روز تولد او برایش یک جوجه غاز هدیه می‌آورد. حسنا و غازش هر روز با بچه‌های همسایه بازی می‌کنند و هرچه یادمی‌گیرند به یکدیگر نیز یاد می‌دهند.